# A Night on the Town
A Night on the Town é o sétimo álbum de estúdio do cantor Rod Stewart, lançado em Junho de 1976.

## Faixas
Todas as faixas por Rod Stewart, exceto onde anotado.
1. "Tonight's the Night (Gonna Be Alright)" — 3:54
2. "The First Cut Is the Deepest" (Cat Stevens) — 4:31
3. "Fool for You" — 3:49
4. "The Killing of Georgie (Part I and II)" — 6:28
5. "The Balltrap" — 4:37
6. "Pretty Flamingo" (Mark Barkan) - 3:27
7. "Big Bayou" (Floyd Gilbeau) — 3:54
8. "The Wild Side of Life" (Arlie Carter, Wayne Walker) — 5:09
9. "Trade Winds" (Ralph MacDonald, William Salter) — 5:16

| Críticas profissionais                                                      | Críticas profissionais |
| Avaliações da crítica                                                       | Avaliações da crítica  |
| Fonte                                                                       | Avaliação              |
| --------------------------------------------------------------------------- | ---------------------- |
| allmusic                                                                    | [ 2 ]                  |
| Rolling Stone                                                               | (sem nota)             |
| Esta tabela precisa de ser acompanhada por texto em prosa. Consulte o guia. |                        |

## Paradas
| Paradas (1976) | Posição |
| -------------- | ------- |
| Billboard 200  | 2       |

## Créditos
- Rod Stewart - Vocal
- Donald Dunn, Bob Glaub, David Hood, Willie Weeks, Lee Sklar - Baixo
- Steve Cropper, Willie Weeks, Joe Walsh, J. Davis, David Lindley, Fred Tackett - Guitarra
- John Jarvis, David Foster, Barry Beckett, J. Smith - Teclados
- Roger Hawkins, Andy Newmark, Al Jackson - Bateria
- Tommy Vig, Joe Lala - Percussão
- Tower of Power Horn Section - Corneta
- Jerry Jumonville, Plas Johnson - Saxofone